# Plantae Maroccanae Novae Vel Minus Cognitae
Plantae Maroccanae Novae Vel Minus Cognitae (abreviado Pl. Marocc. Nov.) es un libro ilustrado con descripciones botánicas que fue escrito conjuntamente por Marie Louis Emberger & René Maire. Fue publicado en 1929.